# زمین‌لرزه ۲۰۱۵ صباح
زمین‌لرزه ۲۰۱۵ صباح (مالایی: Gempa Bumi Sabah 2015) در روز ۵ ژوئن زمین لرزه ای به بزرگای ۶ ریشتر، منطقه رانائو در ایالت صباح، مالزی را لرزاند که این زمین لرزه ۳۰ ثانیه به طول انجامید. این زمین لرزه بعد از زمین‌لرزه ۱۹۷۶ صباح، قویترین زمین لرزه ای بود که در مالزی رخ داد.